# アントワーヌ・デュアメル
アントワーヌ・デュアメル（Antoine Duhamel、1925年7月30日 - 2014年9月11日）は、フランスの作曲家、音楽学者である。

## 人物・来歴
1925年7月30日、フランスのセーヌ県（現在のヴァル＝ドワーズ県）ヴァルモンドワに、作家・詩人のジョルジュ・デュアメルと女優ブランシュ・アルバーヌの子息として生まれる。
1944年 - 1945年、オリヴィエ・メシアン、ルネ・レイボヴィッツに学び、ソルボンヌで心理学と音楽学を学ぶ。
アンリ・シャンプティエ、レオンス・ペイヤールのドキュメンタリー短篇映画『文壇の人々』（Les gens de lettres）の音楽スコアを書き、映画界にデビューする。翌1961年、ヌーヴェルヴァーグの映画監督・ジャン＝ダニエル・ポレの3作目の短篇映画『ガラ』の音楽を担当、以来、ポレが遺作にいたるまで、終生のつきあいとなる。フランソワ・トリュフォー、ベルトラン・タヴェルニエ作品も多く手がけた。
2002年2月、タヴェルニエの監督作『レセ・パセ 自由への通行許可証』（2002年）の音楽で、第52回ベルリン国際映画祭で音楽賞を受賞、2003年のエトワール・ドールを受賞した。同作を含め、セザール賞のノミネートは多数である。

## おもなフィルモグラフィ
- 『ガラ』 Gala、監督ジャン＝ダニエル・ポレ、短篇、1961年
- 『夜の自由』 Liberté de la nuit、監督フランシス・ブーシェ、短篇、1963年
- 『気狂いピエロ』、監督ジャン＝リュック・ゴダール、1965年
- 『シンガポールの5人の水兵』 Cinq gars pour Singapour、監督ベルナール・トゥブラン＝ミシェル、1967年
- 『消される男』、監督フィリップ・コンドロワイエール、1967年
- 『ウイークエンド』、監督ジャン＝リュック・ゴダール、1967年
- 『夜霧の恋人たち』、監督フランソワ・トリュフォー、1968年
- 『フランソワの青春』、監督ロバート・フリーマン、1969年
- 『野性の少年』、監督フランソワ・トリュフォー、1969年
- 『暗くなるまでこの恋を』、監督フランソワ・トリュフォー、1969年
- 『汚れた刑事 (でか)』、監督イヴ・ボワッセ、1970年
- 『家庭』、監督フランソワ・トリュフォー、1970年
- 『処女シルビア・クリステル/初体験』、監督ビム・ド・ラ・パラ・Jr、1972年
- 『SFデス・ブロードキャスト』、監督ベルトラン・タヴェルニエ、1980年
- 『禁断のつぼみ』、監督フェルナンド・トルエバ、1989年
- 『ダディ・ノスタルジー』、監督ベルトラン・タヴェルニエ、1990年
- 『ベルエポック』、監督フェルナンド・トルエバ、1992年
- 『リディキュール』、監督パトリス・ルコント、1996年
- 『美しき虜』、監督フェルナンド・トルエバ、1998年
- 『レセ・パセ 自由への通行許可証』、監督ベルトラン・タヴェルニエ、2002年 - 第52回ベルリン国際映画祭音楽賞受賞

## 関連事項
- ヴァルモンドワ （fr:Valmondois、en:Valmondois）
- ブランシュ・アルバーヌ （fr:Blanche Albane）
- エトワール・ドール （fr:Étoiles d'or du cinéma français）

## 註
1. 1 2 3  fr:Antoine Duhamel（12 juillet 2009 à 21:45）の記述を参照。